# 深圳石化工业集团
深圳石化工业集团股份有限公司（老三板：400032/420032，简称：石化A1/石化B1；深交所除牌前：000013/200013，简称：*ST石化A/*ST石化B），曾用名“深圳市石油化工集团股份有限公司”“深圳石化集团股份有限公司”，是中国广东省深圳市的一间曾在深圳证券交易所上市交易的公司。公司总股本3.03亿股（2005年度），总部位于中国深圳市福田区红荔西路石化大厦，现任董事长为厉怒江，总经理为阮克竖。
退市原因：大股东侵占、挪用、抽逃上市公司资产总额10.20亿